# 3,5-二(3,5-二羧基苯氧基)苯甲酸
3,5-二(3,5-二羧基苯氧基)苯甲酸是一种有机化合物，化学式为C23H14O12，它是一种五羧酸，可以自组装得到六聚的多孔纳米花。它和过渡金属或镧系金属的盐类反应，可用于制备金属有机框架材料。